# Mörder, Zombies und Musik
Mörder, Zombies und Musik (engl. Titel: Treehouse of Horror XX) ist die 4. Folge der 21. Staffel der Serie Die Simpsons. Sie gewann 2010 einen Annie Award.

## Inhalt
Zu Beginn der Episode kommen verschiedene Monster zu einer Halloween-Party der Simpsons.

### Dial M For Murder or Press # to Return to Main Menu
In der vollständig in Schwarz-Weiß gehaltenen Geschichte wird beim Lesewettbewerb ein anderer Schüler statt Lisa ausgewählt. Enttäuscht erzählt Lisa ihrem Bruder Bart davon. Beide wollen sich gemeinsam an der Lehrerin des jeweils anderen rächen. Während Lisa Barts Lehrerin Mrs. Krabappel einen Klingelstreich spielt, hackt Bart Lisas Lehrerin Mrs. Hoover den Kopf ab. Lisa findet das grausam, aber Bart zwingt sie, Mrs. Krabappel auch umzubringen, weil sie sonst auch umgebracht wird. Statt Barts Lehrerin umzubringen, tötet Lisa aus Versehen ihren Bruder. Dafür wird sie von Krabappel gelobt.

### Don’t Have A Cow, Mankind
Die Fastfood-Kette Krusty Burger bringt einen neuen Burger heraus, dessen Fleisch von kannibalistischen Kühen stammt. Nach Verzehr des Burgers werden die Bewohner Springfields zu Zombies und wollen die letzten Menschen, welche das Fleisch nicht angerührt haben, verspeisen. Doch Bart, der auch einen Burger gegessen hat, wird nicht zum Zombie. Die Simpsons rufen Dr. Hibbert an, um aufzuklären, was los sei. Dieser erklärt, Bart sei eine Art Auserwählter und müsse in die Sicherheitszone außerhalb von Springfield. Die Familie kann den Zombies entkommen und schafft es in die Sicherheitszone. Daraufhin muss Bart in der Nahrung der Springfielder baden, um sie zu immunisieren.

### There’s No Business Like Moe Business
Barkeeper Moe führt ein Musical auf, in dem Marge ihren Mann Homer aus der Kneipe abholen will. Aus Versehen fällt Homer in die Rohre einer Biermaschine und sein Blut fließt direkt in das Bier. Moe versucht daraufhin mit Marge zusammenzukommen, indem er ihr erzählt, Homer sei vor ihr weggelaufen, weil er schwul war. Das Bier mit Homers Blut führt dazu, dass Marge sich von Moe angezogen fühlt. Als Homer das hört, befreit er sich und wird zu halb Mensch und halb Maschine. Homer und Marge verlieben sich wieder und bleiben zusammen.

## Produktion und Veröffentlichung
Die Folge wurde unter der Regie von Mike B. Anderson und Matthew Shofield nach einem Drehbuch von Daniel Chun produziert. Alf Clausen komponierte die Musik, im ersten Segment wird außerdem das Thema North by Northwest von Bernard Herrmann verwendet. Die erste Geschichte der Folge nimmt Bezug zu Psycho und Der Fremde im Zug, der zweite zu Dawn of the Dead, Children of Men und 28 Days Later. Die letzte Geschichte ist eine Parodie auf Sweeney Todd.
Die Erstausstrahlung der Folge war am 18. Oktober 2009 bei FOX in den USA. Die deutsche Fassung wurde erstmals am 26. Oktober 2010 von ProSieben gezeigt.

## Rezeption
Robert Canning schreibt, die Folge habe drei starke Geschichten, jede für sich lustig wie düster. Es werde eine stilistisch überzeugende Hitchcock-Parodie, eine großartige Zombie-Apokalypse und eine fantastische Musical-Parodie geboten. Die Animation sei frisch und auch die Autoren hätten sich weiterentwickelt. So sei die Folge eine der besten der letzten Jahre und eine würdige 20. Halloween-Folge. William Anthony Donohue, Präsident der US-amerikanischen Katholischen Liga für Menschenrechte, beschwerte sich nach Ausstrahlung der Folge bei FOX über deren zweite Geschichte. Darin wollen die nicht-infizierten Bart bei seiner Ankunft zunächst verspeisen, um immun zu werden. Marge lehnt dies ab und fragt, welche zivilisierten Menschen denn das Fleisch und Blut ihres Erlösers essen bzw. trinken würden. Donohue sieht dies als nicht akzeptablen Angriff gegen die Eucharistie und Überschreiten einer roten Linie. Im Jahr 2010 wurde die Folge mit dem Annie Award für das beste Drehbuch einer Fernsehproduktion ausgezeichnet.